# Disporum kawakamii
Disporum kawakamii är en växtart i släktet Disporum och familjen tidlöseväxter. Arten beskrevs av Bunzo Hayata 1911. Den är endemisk på Taiwan.